# Дарбука
Дарбука (такође тарабука, думбек, табле арап. دربوكة / транск.: darbūka) једноделни је мембранофон са телом у облику пехара, користи се углавном у Египту, на Блиском истоку, у северној Африци, јужној Азији, и источној Европи. Афрички инструмент Ђембе-васулу је такође мембранофон.

## Историја
Порекло термина „дарбука” на египатском дијалекту арапског језика вероватно долази од арапске речи „darab" (ударити).
Дарбуке су се користиле и у Вавилону и Сумеру још од 1100. п. н. е..

## Техника
Источна и северноафричка дарбука свирају се држећи се испод мишке или наслоњене на свирачеву ногу, са нежнијим додиром и врло другачијим покретима (понекад укључујући брзе ритмове прављене врховима прстију).
Постоје два главна типа дарбуке. Египатски стил има кружне ивице око врха, док турски стил приказује крајеве места за ударање. Изложена ивица омогућава ближи приступ глави да би се могле начинити технике пуцкетања прстију, али оштре ивице онемогућавају брзе ударце које се могу чинити египатским стилом.
дарбука се може свирати док се држи испод једне руке (обично не-доминантне руке) или постављањем у страну на крило (са главом ка коленима играча) док седи. Неки бубњеви се такође праве са причвршћеном траком око бубња и могу се качити преко рамена, како би се олакшало свирање док се стоји или плеше. Она ствара резонантан, ниско одржаван звук док се лагано свира прстима и дланом. Неки свирачи померају песницу у звоно и из њега, како би изменили тон. Постоје разни ритмови који чине основу фолклорних и модерних музичких и плесних стилова Блиског истока.
Технике које се често изводе укључују грчку, бугарску, турску и египатску, а подразумевају тапкање прстима једне руке и штапом у другој руци. У Турској се тај штап зове „çubuk”, што значи прут, или мотка. Од свих народа, Роми се најчешће повезују са овим стилом свирања дарбуке.

## Галерија
- Египатска табла
- Турска дарбука
- Мароканска тариџа
- Либијска дарбука
- Ирански/персијски томбак или зарб
- Индијски тумбакнаер
- Свирач думбека
- Тумбелеки, музеј народних инструмената, Етномузиколошки истраживачки центар, Атина, Грчка
- Камбоџански skor daey, познат и као скор арак.